# 上田仲敏
上田 仲敏（うえだ なかとし、文化6年（1809年） - 文久3年5月2日（1863年6月17日））は、江戸時代後期に活躍した蘭学者・砲術家。蘭学・洋式砲術の研究で、名古屋ではその道の権威と仰がれる。本居大平の門に入り、国学・和歌に秀でた。尾張国名古屋（現愛知県名古屋市）の藩士。名は仲敏、通称は帯刀（たてわき）。

## 略歴
- 尾張藩に生まれ、伊藤圭介とともに蘭学を学ぶ。
- 上田邸に尾張洋学堂を設立し、洋学や西洋砲術の研究を行う。
- 1849年、尾張徳川家により銃陣師範に命じられる。

## エピソード
- 知多半島の内海に海防のために砲台を設置することに尽力した。

## 著書
- 砲術語選
- 西洋砲術便覧